# 5 Minuta
5 Minuta (Cinque minuti in italiano) è il singolo della cantante kosovaro Meda, estratto dall'album Hajde Me Mu. 
Il video è stato girato dal regista Hasan Përgjeçaj e le riprese sono state realizzate a Prizren nel 2004.